# Детская Новая волна 2017
Де́тская Но́вая Волна́ 2017 (англ. New Wave Junior 2017) — десятый ежегодный международный конкурс-фестиваль популярной музыки «Детская Новая волна», который прошёл с 31 мая по 1 июня 2017 года в международном центре «Артек» в Крыму. В конкурсе приняли участие 13 исполнителей из 11 стран. Возраст участников — от 8 до 12 лет. Телевизионная трансляция конкурса состоялась на канале «НТВ» 10 и 17 июня.

## Место проведения
Начиная с 2010 года, конкурс ежегодно проводится в международном детском центре «Артек» в Крыму, расположенном на южном берегу Крыма в посёлке Гурзуф. В советское время — самый знаменитый пионерский лагерь СССР и визитная карточка пионерской организации страны.

## Формат

### Ведущие
Ведущими конкурса стали Лера Кудрявцева и Олимпиада Тетерич (Липа), а также лауреаты конкурса прошлых лет Тоня Володина и Катя Манешина.

### Жюри
В состав профессиональное жюри во второй конкурсный день вошло 8 человек:
- Игорь Крутой (председатель)
- Лев Лещенко
- Олег Газманов
- Дина Гарипова[4]
- Григорий Гладков
- Евгений Крылатов
- Юлианна Караулова
- Евгений Комбаров

## Участники
В конкурсе приняли участие 13 конкурсантов из 11 стран мира — Абхазии, Армении, Белоруссии, Боснии и Герцеговины, Германии, Израиля, Казахстана, Латвии, Молдавии, России и Франции. 11 участников попали на конкурс, пройдя полуфиналы, которые состоялись в Москве 8 и 9 апреля. 26 мая со сцены Государственного Кремлёвского дворца Игорь Крутой объявил, что участниками конкурса также станут Валерия Адлейба из Абхазии, победительница шоу «Ты супер!», а также Евгений Бойцов из России — финалист того же шоу.
| Страна               | Участник              | Баллы | Место |
| -------------------- | --------------------- | ----- | ----- |
| Республика Абхазия   | Валерия Адлейба       | 175   | 4     |
| Армения              | Анаит Адамян          | 180   | 1     |
| Беларусь             | Даниэль Ястремский    | 171   | 7     |
| Босния и Герцеговина | Амина Билалбегович    | 167   | 9     |
| Германия             | Сьюзан Озелофф        | 169   | 8     |
| Израиль              | Тали Купер            | 177   | 2     |
| Казахстан            | Амина Жапар           | 175   | 4     |
| Латвия               | Катерина Сретенска    | 172   | 6     |
| Молдова              | Мария Годорожа        | 173   | 5     |
| Россия               | Александр Филин       | 171   | 7     |
| Россия               | Арина Петрова         | 180   | 1     |
| Россия               | Евгений Бойцов        | 176   | 3     |
| Франция              | Артур Джеральд Петерс | 162   | 10    |

## Первый конкурсный день
| №  | Страна               | Исполнитель           | Песня (ОИ)                                      | Баллы | Место (ВКД) |
| -- | -------------------- | --------------------- | ----------------------------------------------- | ----- | ----------- |
| 1  | Израиль              | Тали Купер            | «It’s My Live» (Bon Jovi)                       | 89    | 2           |
| 2  | Беларусь             | Даниэль Ястремский    | «Эта музыка» (Андрей Гризли)                    | 84    | 5           |
| 3  | Армения              | Анаит Адамян          | «Don’t You Worry 'Bout A Thing» (Stevie Wonder) | 90    | 1           |
| 4  | Россия               | Александр Филин       | «В облака»                                      | 84    | 5           |
| 5  | Латвия               | Катерина Сретенска    | «Strong»                                        | 87    | 3           |
| 6  | Россия               | Евгений Бойцов        | «Песня о шпаге»                                 | 89    | 2           |
| 7  | Россия               | Арина Петрова         | «Полюшка»                                       | 90    | 1           |
| 8  | Франция              | Артур Джеральд Петерс | «Andalouse»                                     | 84    | 5           |
| 9  | Молдова              | Мария Годорожа        | «Girl In The Mirror»                            | 86    | 4           |
| 10 | Германия             | Сьюзан Озелофф        | «Girl In The Mirror»                            | 87    | 3           |
| 11 | Босния и Герцеговина | Амина Билалбегович    | «I’m In Love With a Monster»                    | 87    | 3           |
| 12 | Республика Абхазия   | Валерия Адлейба       | «Колыбельная»                                   | 87    | 3           |
| 13 | Казахстан            | Амина Жапар           | «Simply the Best»                               | 87    | 3           |

## Второй конкурсный день
| №  | Страна               | Исполнитель           | Песня (ОИ)                            | Баллы | Место (ВКД) |
| -- | -------------------- | --------------------- | ------------------------------------- | ----- | ----------- |
| 1  | Казахстан            | Амина Жапар           | «Нас бьют, мы летаем» (Алла Пугачёва) | 88    | 2           |
| 2  | Молдова              | Мария Годорожа        | «Melancolie»                          | 87    | 3           |
| 3  | Россия               | Александр Филин       | «По дороге на юг»                     | 87    | 3           |
| 4  | Германия             | Сьюзан Озелофф        | «Fly Me To the Moon»                  | 82    | 5           |
| 5  | Армения              | Анаит Адамян          | «Pregomish»                           | 90    | 1           |
| 6  | Беларусь             | Даниэль Ястремский    | «Любовь тебя найдёт»                  | 87    | 3           |
| 7  | Латвия               | Катерина Сретенска    | «Melns Un Balts»                      | 85    | 4           |
| 8  | Израиль              | Тали Купер            | «History Repeating»                   | 88    | 2           |
| 9  | Франция              | Артур Джеральд Петерс | «Comme Toi»                           | 78    | 7           |
| 10 | Республика Абхазия   | Валерия Адлейба       | «Я вернусь»                           | 88    | 2           |
| 11 | Босния и Герцеговина | Амина Билалбегович    | «Beautiful»                           | 80    | 6           |
| 12 | Россия               | Евгений Бойцов        | «Скрипка-лиса»                        | 87    | 3           |
| 13 | Россия               | Арина Петрова         | «Вера»                                | 90    | 1           |